# McKenzie Falls
Die McKenzie Falls sind ein Wasserfall im Fiordland-Nationalpark auf der Südinsel Neuseelands. Westlich des Milford Sound/Piopiotahi liegt er in den Neuseeländischen Alpen im namenlosen Ablauf des Lake Ronald, der in nordöstlicher Fließrichtung in den Transit River mündet. Seine Fallhöhe beträgt 53 Meter.